# Lyndon (Illinois)
Pour les articles homonymes, voir Lyndon.
Lyndon est un village situé au centre du comté de Whiteside,  dans l'Illinois, aux États-Unis,. Il est incorporé le 20 juillet 1874.

## Démographie
Lors du recensement de 2010, le village comptait une population de 648 habitants. Elle est estimée, en 2016, à 620 habitants.

### Source de la traduction
- (en) Cet article est partiellement ou en totalité issu de l’article de Wikipédia en anglais intitulé « Lyndon, Illinois » (voir la liste des auteurs).